# Владимировка (Ширяевский район)
Владимировка (укр. Володимирівка) — село, относится к Ширяевскому району Одесской области Украины.
Население по переписи 2001 года составляло 58 человек. Почтовый индекс — 66820. Телефонный код — 4858. Занимает площадь 0,23 км². Код КОАТУУ — 5125482203.

## Местный совет
66820, Одесская обл., Ширяевский р-н, с. Малигоново, ул. Школьная, 7